# 薩米察凱爾斯卡河

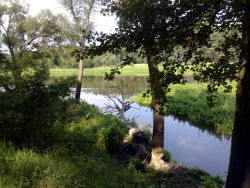

52°40′20″N 16°39′59″E / 52.672305°N 16.666309°E
薩米察凱爾斯卡河（波蘭語：Samica Kierska）是波蘭的河流，位於該國中部，流經大波蘭省，屬於瓦爾塔河的左支流，河道全長37公里，流域面積224平方公里。